# 老庙镇 (阜阳市)
老庙镇，是中华人民共和国安徽省阜阳市颍东区下辖的一个乡镇级行政单位。位于阜阳城东29.公里处苏乌河岸边东南，与新乌江镇接壤，西南与枣庄镇相邻，西北与插花镇接连，北部与利辛县交界。

## 行政区划
老庙镇下辖以下地区：
庙南社区、庙北社区、向阳村、公平村、马楼村、马圩村、李土桥村、王海村和赵庄村。